# Kaatsbeek

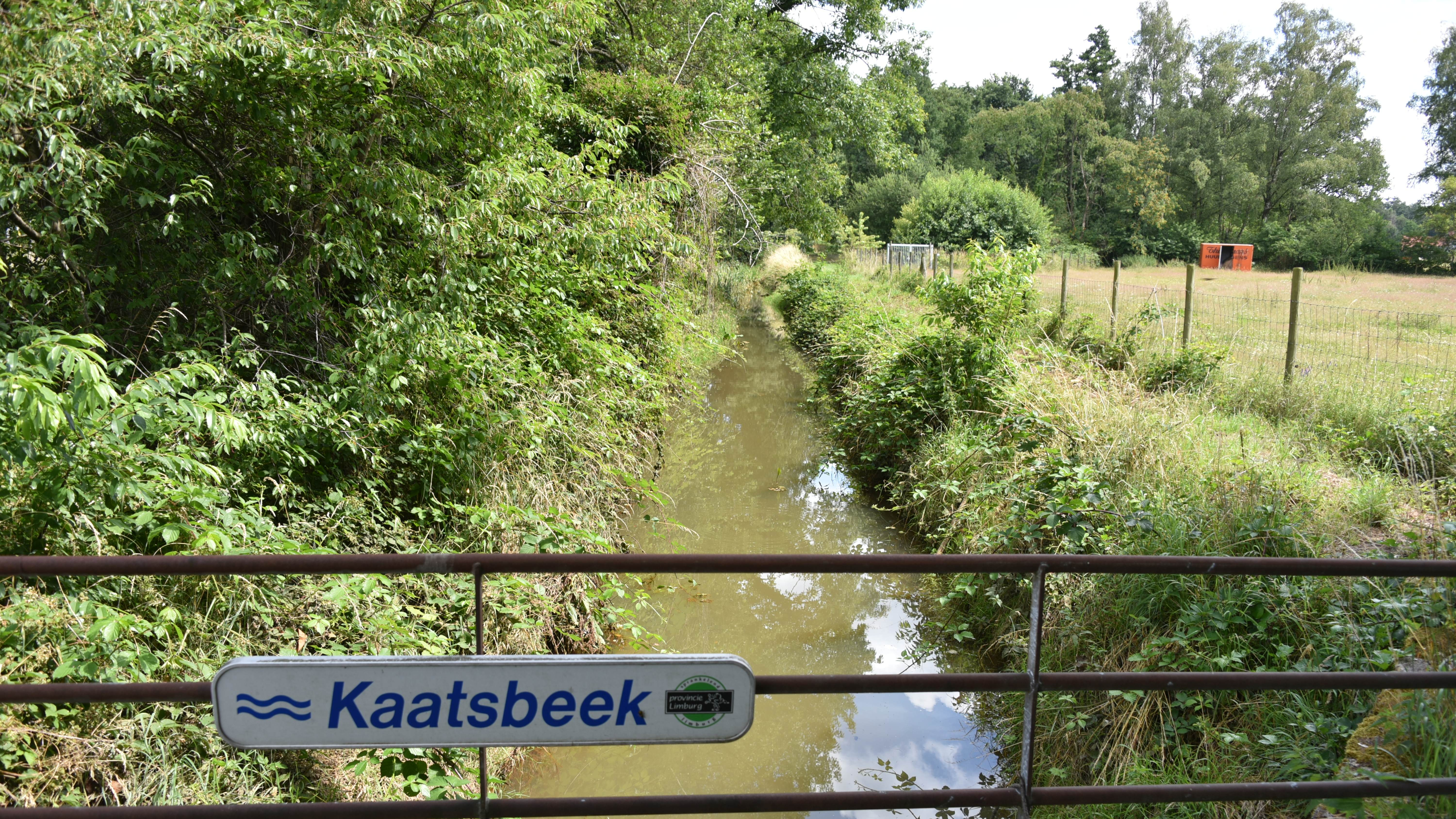
Kaatsbeek aan de Kempenstraat in Beverst

De Kaatsbeek of Caetsbeek is een beek in de Belgische gemeenten Genk, Bilzen en Diepenbeek.
De Kaatsbeek ontspringt ten oosten van Sledderlo, waar een vallei in het Hei- en Meibos de gemeentegrens tussen Genk en Zutendaal vormt.
Door de aanwezigheid van zand- en grindgroeven, industrieterreinen en dergelijke is de natuurlijke loop hier sterk verstoord. Bovendien wordt de bedding doorsneden door het Albertkanaal.
Zuidelijk daarvan stroomt de Kaatsbeek westwaarts, zuidelijk van het terrein van Ford Genk en andere bedrijventerreinen en woonwijken. De beek vormt hier de grens tussen Bilzen en Genk. Hier liggen ook enkele visvijvers. Langs de Diepenbeekse gehucht Lutselus en de natuurgebieden Caetsweyers en Dorpsbemden-Pomperik loopt de Kaatsbeek enige tijd parallel aan de Demer, om echter in de Stiemerbeek uit te monden, vlak voordat deze op zijn beurt in de Demer uitmondt.